# Bamdamel
Bamdamel (inicialmente também conhecida como Banda Mel até 1994) é uma banda baiana de axé music, uma das precursoras do estilo no Brasil. Foi formada em 1984 como um bloco carnavalesco, o Bloco Mel, e em 1987 se tornou um grupo musical. Com 3 milhões de cópias vendidas, a banda marcou sucessos como Protesto do Olodum (E Lá Vou Eu), "Prefixo de Verão", Baianidade Nagô, "Ladeira do Pelô", "Bateu Saudade", "A Flor do Olodum" e "Crença e Fé".

## Biografia

### Formações
A banda passou por pelo menos cinco formações, incluindo a atual. A primeira formação tinha à frente Buk Jones, Janete Dantas e Jaciara Dantas. Esta formação gravou dois discos, deixando a banda em seguida. Entre 1998 a 2002 voltaram a fazer vocal de apoio à banda com exceção de Buk Jones.
Na segunda formação, a mais duradoura e bem sucedida, estavam presentes Márcia Short (Voz e Vocal), Róbson (Voz e Vocal), Alobêned Airam (Voz e Vocal), Jailton Dantas (Contrabaixo Elétrico, Violão, Produção e Arranjos), Dito Régis (Percussão e Composição), Guto Guitar (Guitarra, Cavaquinho e Violão), Orlando Costa (Percussão), Dal Batera (bateria) e Fernando Padre (Teclados)
A terceira formação contava com a cantora Patrícia Alvaia, que lançou a música "A Flor do Olodum" e regravou o sucesso "Maluco Beleza" de Raul Seixas. Patrícia fez sua primeira apresentação com a banda no dia 1º de maio de 1993, em  um show no estádio do Mineirão, em Belo Horizonte. Futuramente Patrícia seguiu carreira em outra banda e logo após entrou à banda Cheiro de Amor, em que fez backing vocal para Carla Visi e posteriormente, Márcia Freire (retornando à banda) e Alinne Rosa.
Sua quarta formação contava com Alôbened Airam (vocal), Guto Guitar (guitarra e cavaquinho), Dito Régis (percussão), Jailton Dantas (baixo, violão e produção) e Joka Ribeiro (vocal). Participaram destes discos Cezinha (bateria), Jackson Dantas (irmão de Jailton Dantas, violão e cavaquinho), Jaciara Dantas (vocal), e outras pessoas.

### História
Na Bahia, ninguém tinha pensado em fazer uma banda que levasse na linguagem dos trios elétricos, a música que se fazia nas quadras dos blocos afros e nos terreiros de candomblé. Surge a Banda Mel e emplaca o seu primeiro sucesso Faraó (Divindade do Egito). A partir daí, a Bahia começou a conhecer melhor a música que já era uma realidade, batendo com muito ritmo em direção ao mundo. O segundo sucesso, “Ladeira do Pelô”, foi contagiante. Esses renderam a Banda Mel discos de ouro e platina. A Banda Mel grava seu primeiro álbum, Força Interior (Warner Continental).
Em 1988 a Banda Mel grava E Lá Vou Eu (Warner Continental). Este disco foi politicamente muito importante para a carreira da Banda Mel. Era o segundo LP da Banda e o primeiro tinha sido um sucesso. Mas pra satisfação de todos emplacam: "Bagdá" e Protesto do Olodum(E Lá Vou Eu), esta última virou sucesso em todo o Brasil e até hoje é exigida nos shows e é considerada pelos críticos, uma das mais belas músicas da Bahia. Este belo trabalho rendeu merecidos discos de ouro e platina.
Em 1989  Banda Mel grava Banda Mel do Brasil (Warner Continental). “... Ê, aê, ao, quem esperava a Banda Mel já chegou ! “Foi assim que a Banda Mel agitou as paradas das rádios na época com a música "Incenso de Índio". E ainda Troféu Imprensa para "Ginga e Expressão" o primeiro samba reggae romântico da Bahia.
Em 1990 a Banda Mel gravou Prefixo de Verão (Warner Continental) A música carro chefe do disco consagrou o estilo leve e cheio de “molho” da Banda Mel. Hino do Carnaval de 91, indicada para 5 categorias no Troféu Caymmi, super executada em todo o Brasil, "Prefixo de Verão" é presença exigida em todos os shows e está na mente de toda a geração que viveu esses momentos. O disco ainda reflete a personalidade musical em "Le Fudez Vous" e "Revolta Olodum", dentre outras. Mais uma vez o prêmio merecido: discos de ouro e platina. Este belo trabalho rendeu discos de ouro e platina.
A Banda Mel grava em 1991 o álbum Negra (Warner Continental) Com tiragem de 300 mil cópias, Negra trouxe um repertório campeão com três grandes sucessos e fez o hino do carnaval da Bahia de 92 Baianidade Nagô estourou em todo o Brasil. A canção "Crença e Fé" virou um clássico da Axé music e "Conversa Fiada" outro hit. Com sucesso destas três faixas conseguiu consolidar a Banda Mel por todo o país e mais um disco de ouro e um de platina foram vencidos.
Em 1992 a Banda Mel grava Mel (Warner Continental) Traz o contagiante sucesso "Levada de Romance". O swing continua com presença neste LP, a faixa "Inspiração" mostra que a Bahia é a terra que o Senhor do Bonfim abençoou. É maravilha! "Mulher Primazia", um maravilhoso do samba reggae, também foi um dos responsáveis pelo sucesso deste CD.
Em 1993 o lançamento da Banda Mel foi o CD Mãe Preta (Warner Continental) O Disco mais completo da carreira da banda, Mãe Preta, é a expressão do talento da Mel e sua interpretação sobre o desenvolvimento dos vários estilos trazidos para a Bahia pelos negros, caribenhos, latinos e demais influências que ganham personalidade própria em diversas regiões do estado. Os sucessos do álbum foram: "A Flor do Olodum" e "Meu Gostoso". Além da participação especial do Ilê Aiyê em "Diga Que Eu Vou" e "Iris do Mundo Ilê", além da regravação dos sucessos "A Massa" e "Maluco Beleza".
1994 a Banda Mel grava em 1994 o CD O Pulo da Gata (Warner Continental) Tum, Tum, Tum Bateu ... A Banda Mel trocou o N pelo M. Acumulando 12 anos de sucessos. O lançamento de 94, passa pelo romantismo, alegria, cultura e muito swing. Sucessos certeiros como: "Bateu Saudade" um dos maiores hits da carreira da Mel e "Carnafolia", a regravação de "Menina da Ladeira", e muito mais garantiram um disco de ouro.
Em 2014, a Bamdamel retornou aos palcos comemorando 30 anos com uma turnê e apresentações especiais por todo o Brasil. O show de estreia foi no dia 21 de fevereiro de 2014, no Baile do Rei Momo em Salvador/BA. Em 2014, retomando sua última formação de grande sucesso, Alobêned Airam (Maria Denebola) e Joka Barreto – que participaram dos grandes momentos da banda no Brasil e no Exterior.
Em 2024 a Banda Mel retornou ao carnaval de Salvador nos quarenta anos de seu lançamento, tendo Short e Robson como uma das atrações.

## Discografia
1. ↑  Amauri Stamboroski Jr. (11 de fevereiro de 2010). «G1 lista 15 músicas para entender o axé e o carnaval baiano». G1. Consultado em 28 de fevereiro de 2015